# Serra de la Guitza
La Serra de la Guitza és una serra situada al municipi de Cabrera d'Anoia, a la comarca de l'Anoia. Té una alçada màxima de 329 metres.